# Sambia
Les Sambia forment une tribu vivant dans les montagnes de Papouasie-Nouvelle-Guinée, dans la frange est de la province des Hautes-Terres orientales. Ils vivaient principalement de la chasse et de l'agriculture. Leur mode de vie a été décrit de façon détaillée par l'anthropologue américain Gilbert Herdt (en),.
Les Sambia — nom proposé par Herdt pour ce peuple — sont connus pour leur pratique de l'homosexualité rituelle, notamment la pratique de l'ingestion de sperme par les jeunes garçons lors de fellations rituelles. Dans ses études, Herdt décrit les éléments culturels associés au sexe dans ce peuple, notamment comment ces pratiques sexuelles ritualisées construisent la notion de masculinité et ouvrent le chemin vers l'âge adulte pour les jeunes garçons Sambia,. Il est intéressant de noter qu'une pratique très voisine d'homosexualité rituelle a également été documentée chez les Baruyas par l'anthropologue français Maurice Godelier.